# L'Obagueta (Vilanoveta)
L'Obagueta és una petita obaga del terme municipal de Conca de Dalt, al Pallars Jussà, a l'antic terme d'Hortoneda de la Conca, en territori de l'antic poble del Mas de Vilanova.
Està situada a la dreta del riu de Carreu i a ponent de Vilanoveta, al sud-est de Seix i al nord-oest del paratge de Casalots.